# Niebla (korstmos)
Niebla  is een geslacht van korstmossen behorend tot de familie Ramalinaceae.

## Soorten
Volgens Index Fungorum bevat het geslacht 23 soorten (peildatum januari 2023):
| Soortnaam             | Auteur(s)                               | Publicatiejaar |
| --------------------- | --------------------------------------- | -------------- |
| Niebla bourgaeana     | (Mont. ex Nyl.) Rundel & Bowler         | 1978           |
| Niebla cedrosensis    | J.E. Marsh & T.H. Nash                  | 1994           |
| Niebla cephalota      | (Tuck.) Rundel & Bowler                 | 1978           |
| Niebla ceruchis       | (Ach.) Rundel & Bowler                  | 1978           |
| Niebla ceruchoides    | Rundel & Bowler                         | 1994           |
| Niebla combeoides     | (Nyl.) Rundel & Bowler                  | 1978           |
| Niebla crispatula     | (Despr. ex Nyl.) Bowler & J.E. Marsh    | 2004           |
| Niebla cupularis      | (Krog & P. James) Bowler & J.E. Marsh   | 2004           |
| Niebla disrupta       | (Nyl.) Spjut                            | 1996           |
| Niebla flaccescens    | (Nyl.) Rundel & Bowler                  | 1978           |
| Niebla homalea        | (Ach.) Rundel & Bowler                  | 1978           |
| Niebla isidiaescens   | Bowler, J.E. Marsh, T.H. Nash & Riefner | 1994           |
| Niebla josecuervoi    | (Rundel & Bowler) Rundel & Bowler       | 1978           |
| Niebla laevigata      | Rundel & Bowler                         | 1994           |
| Niebla nashii         | Sipman                                  | 2011           |
| Niebla polymorpha     | Bowler, J.E. Marsh, T.H. Nash & Riefner | 1994           |
| Niebla procera        | Rundel & Bowler                         | 1994           |
| Niebla pulchribarbara | (Rundel & Bowler) Rundel & Bowler       | 1978           |
| Niebla robusta        | (R. Howe) Rundel & Bowler               | 1978           |
| Niebla subwebbiana    | (Nyl.) Rundel & Bowler                  | 1978           |
| Niebla tigrina        | (Follmann) Rundel & Bowler              | 1978           |
| Niebla tuberculata    | Riefner, Bowler, J.E. Marsh & T.H. Nash | 1995           |
| Niebla webbii         | (Mont.) Rundel & Bowler                 | 1978           |